# 月刊マンガ・マン
『月刊マンガ・マン』（げっかんマンガ・マン、英語: The Manga Man）は、かつて昭和の初期に存在していた日本の漫画雑誌である。編集発行は久保陽、発行元東京漫画新聞社、月刊誌。単に『マンガマン』とも表記される。岡本一平、麻生豊、宮尾しげを、長崎抜天、堤寒三らが寄稿したことで知られる。

## 略歴・概要

### 2年弱の活動期
1929年（昭和4年）8月1日、創刊する。同誌の主宰は久保陽で、もともと文藝春秋社にいたが社主の菊池寛と折り合いが悪く、文藝春秋を飛び出したという。
「プロ漫画」（プロレタリア漫画）志向を強めた当時の有力誌『東京パック』に対抗し、「ナンセンス漫画」を志向していた。当時の知名度は高くなかったものの、『アサヒグラフ』（朝日新聞社）、『新青年』（博文館ほか）とともにアメリカ合衆国のナンセンス漫画を掲載していた。日本人の漫画家の作品にも、その影響が見られる。内容に関しては、一枚物・連載のナンセンス漫画の他に、ナンセンス小説が掲載されていた。
1931年（昭和6年）6月6日、同日付発行の通巻第23号をもって廃刊する。

### 投稿欄の充実
外国の雑誌に載っている漫画を日本の雑誌に載せるには、改めて版に起こす必要があった。外国の漫画を模写し、日本の右綴じの雑誌にあわせてコマ順を変更したり、セリフを日本語にしたり、白黒漫画にカラーを塗ったりなど、絵の描けるスタッフが必要であった。そのため、久保が当時の有名漫画家である岡本一平に相談したところ、岡本の弟子である近藤日出造と矢崎茂四を紹介され、この二人が編集にあたった。そのため、創刊号では麻生豊や宮尾しげをなどと言った当時の人気作家に並び、当時ほぼ無名だった近藤と矢崎の漫画が掲載されている。
近藤と矢崎は投稿欄の選者も担当した。漫画家志望の青年たちが、作品を投稿しており、投稿欄からは横山隆一や吉田貫三郎がデビューした。横山は投稿時点で絵が上手く、すぐに執筆家に昇格。吉田は編集助手となった。
1930年の（おそらく）春、新人育成を目的として、投稿者との懇談会が開かれた。近藤と矢崎が世話人となり、具体的に誰かは不明だが主だった投稿者が集められたらしい。以後、このメンバーでデッサン会や研究会などが定期的に開催され、これが後に「新漫画派集団」の母体となる。

### その後
1932年（昭和7年）5月、本誌で活躍した漫画家20名が、「新漫画派集団」を結成した。メンバーは、中心人物である横山隆一、近藤日出造、矢崎茂四のほか、杉浦幸雄、吉田貫三郎、井原一郎、石川義夫（利根義雄）、黒沢はじめ、益子しでを（益子善六）、岸丈夫、勝木貞夫、佐宗美邦、大羽比羅夫、北村一王、小関まさき、加藤たけ子（矢崎武子）、片岡敏夫、吉本三平、竹田弥太郎、増田正二である。
1987年（昭和62年）5月、清水勲の監修により、主要ページを抜粋して復刻、『漫画雑誌博物館 10 昭和時代篇 マンガマン』として国書刊行会が出版した。本誌の通巻全23号のうち、計16号分を対象として復刻、「『マンガマン』史年表」（1929年8月 - 1931年5月、p.215-216.）を含む全218ページのボリュームである。

## おもな漫画家・小説家
- 岡本一平
- 近藤日出造
- 宮尾しげを
- 小山田宏
- 村山知義
- 内藤贊
- 小泉萬里
- 麻生豊
- 長崎抜天
- 堤寒三
- 吉田貫三郎
- 矢崎茂四
- 宍戸左行
- ヤコブソン
- 前川千帆
- 田中比左良
- 池部鈞
- 富岡襄
- 浅田勇
- 木村豊
- 石野石
- 黒沢はじめ
- 西塔洗子
- 佐宗美邦
- 石河義夫（利根義雄）
- 和田邦坊
- 渡辺汲
- 久島恒雄
- 池田永一治
- 中村とく吉
- 桑原雷生
- 榎本映一
- 小林外史夫
- オットー・ソグロウ
- 志村和夫
- 益子しでを（益子善六）
- 森比呂志
- 片岡敏夫
- 細木原青起
- 三林昌三
- 岩松淳
- 荒井南雄
- 岸丈夫
- 根岸民彌
- 小関まさき
- 衣笠サム
- 森一吉
- 服部亮英
- 新田清次郎
- 岡能服太郎
- 中野けん文
- 一刀研二
- 高崎正博
- 大和義雄
- 内田秋夫
- 藤山テンポ
- 須山計一
- 大野泰三（大野鯛三）
- 石川進介
- 大田耕爾
- 安本亮一
- 小野佐世男
- 稲垣足穂
- 下川凹天
- 河盛久夫
- 小山内龍
- 横井福二郎（横井福次郎）
- 北義六
- 藻岩麓生
- 岩谷喜代二
- 大槻定雄

## 関連事項
- 漫画集団
- 上等ボンチ
- 滑稽界
- 東京パック
- 時事漫画
- 大阪パック
- 旅行パック
- 読売サンデー漫画